# 耳中人
耳中人，是登场于《聊齋志異》卷一《耳中人》那一篇的妖怪，形如小人,長三寸左右,面貌獰惡的像夜叉。它躲在耳朵中,聲音低得像蒼蠅一樣,若有若無。有一天,它突然從耳朵中跳出來,在地上旋轉。主人譚晉玄就很好奇, 鐘鳴的〈耳人〉一詩变化用了《聊齋志異》中「耳中人」的典故。八仙得道也有耳中人。

## 原文
譚晉玄,邑諸生也。篤信導引之術,寒暑不輟,行之數月,若有所得。一日,方趺坐,聞耳中小語如蠅,曰:「可以見矣。」開目即不復聞;合眸定息,又聞如故。謂是丹將成,竊喜。自是每坐輒聞。因思俟其再言,當應以覘之。一日,又言。乃微應曰:「可以見矣。

## 参看
中国妖怪列表